# Richard Saunders Dundas
Richard Saunders Dundas (1802. április 11. – London, 1861. június 3.) Melville vikomtja, angol tengernagy.

## Élete
Korán lépett a tengerészeti szolgálatba és már 1824-ben kapitány lett. 1827-től 1828-ig a 76 ágyúval felszerelt Worspite sorhajón körülutazta a Földet. Elliont tengernagy alatt (1840) kitűnt a kínai expedícióban, különösen Csusan szigetének elfoglalása alkalmával, majd fokról-fokra emelkedett a ranglétrán, 1852-től 1855-ig mint a tengerészeti főhivatal második lordja működött. Napier visszalépése után 1855 február havában a keleti tenger hajóhadának parancsnoka lett és mint ilyen, Sweaborgot bombáztatta augusztus 9-től 11-ig. 1856-ban ismételten parancsnokolt a keleti tengerben, 1857-ben pedig a La Manche csatornában és Portugália partjain. 1857-ben a tengerészeti főhivatal lordjává, 1858-ban pedig a kék zászló altengernagyának nevezték ki.